# Yasuyo Yamagishi
Yasuyo Yamagishi (28 de novembro de 1979) é uma ex-futebolista japonesa que atuava como defensor.

## Carreira
Yasuyo Yamagishi representou a Seleção Japonesa de Futebol Feminino, nas Olimpíadas de 2004. 